# Malaysia International 2008
Die Malaysia International 2008 im Badminton fanden vom 18. bis zum 23. November 2008 in Kota Kinabalu statt.

## Die Sieger und Platzierten
| Disziplin    | Gold                                     | Silber                                   | Bronze                                     |
| ------------ | ---------------------------------------- | ---------------------------------------- | ------------------------------------------ |
| Herreneinzel | Kuan Beng Hong                           | Chong Wei Feng                           | Andreas Adityawarman                       |
| Herreneinzel | Kuan Beng Hong                           | Chong Wei Feng                           | Rho Ye-wook                                |
| Dameneinzel  | Febby Angguni                            | Bae Seung-hee                            | Hung Shih-han                              |
| Dameneinzel  | Febby Angguni                            | Bae Seung-hee                            | Sannatasah Saniru                          |
| Herrendoppel | Lin Woon Fui Goh Wei Shem                | Ong Jian Guo Gan Teik Chai               | Nuttaphon Narkthong Patipat Chalardchaleam |
| Herrendoppel | Lin Woon Fui Goh Wei Shem                | Ong Jian Guo Gan Teik Chai               | Hirokatsu Hashimoto Takao Yone             |
| Damendoppel  | Bae Seung-hee Park Sun-young             | Kim Mi-young Jang Ye-na                  | Liu Fan Frances Vanessa Neo Yu Yan         |
| Damendoppel  | Bae Seung-hee Park Sun-young             | Kim Mi-young Jang Ye-na                  | Savitree Amitrapai Vacharaporn Munkit      |
| Mixed        | Mohd Lutfi Zaim Abdul Khalid Lim Yin Loo | Danny Bawa Chrisnanta Vanessa Neo Yu Yan | Teo Kok Siang Sannatasah Saniru            |
| Mixed        | Mohd Lutfi Zaim Abdul Khalid Lim Yin Loo | Danny Bawa Chrisnanta Vanessa Neo Yu Yan | Mak Hee Chun Vivian Hoo Kah Mun            |